# Jerusalén Occidental

Mapa de Jerusalén: Jerusalén occidental y el monte Scopus aparecen en azul claro.

Jerusalén Occidental, también mentado como Jerusalén Oeste, se refiere a la parte de Jerusalén que quedó bajo control israelí después de la guerra árabe-israelí de 1948. La línea de demarcación definida al final de la guerra la separó del resto de la ciudad que se quedó bajo control jordano. Algunos países occidentales, como los Estados Unidos y el Reino Unido, reconocieron de facto la autoridad de Israel sobre el territorio, pero no la reconocieron de jure a la espera de una resolución definitiva sobre el estatus de la ciudad.

## Historia

### División de 1949
El Plan de la ONU para la partición de Palestina de 1947 hacía de Jerusalén y sus afueras una ciudad internacional.
Al final de la guerra árabe-israelí de 1948, Jerusalén fue dividida en dos áreas a ambos lados de la Línea Verde, nombre dado a la línea de demarcación entre las fuerzas combatientes: el área ponentina, habitada principalmente por judíos, quedó bajo hegemonía israelí, mientras que el área oriental, habitada principalmente por palestinos musulmanes y cristianos, quedó bajo hegemonía jordana.
Los árabes que residían en barrios de Jerusalén Oeste, como Katamon o Malha, fueron obligados a marcharse; el mismo destino aguardó a los judíos residentes en Jerusalén Este, como en los barrios de la Ciudad Vieja y en Silwan. Antes del Mandato británico de Palestina, casi 70 % de las tierras de Jerusalén Occidental pertenecía a palestinos, lo que explica que los palestinos desahuciados se resistieran a aceptar el control israelí de la parte ponentina de la ciudad. La Knéset (parlamento israelí) aprobó leyes que transfirieron las tierras árabes a organizaciones judías de Israel. La única zona de Jerusalén Oriental que permaneció bajo control israelí a lo largo de los 19 años de gobierno jordano fue el monte Scopus, donde se encuentra la Universidad Hebrea de Jerusalén, que constituyó un enclave que no forma parte de Jerusalén oriental.

### Capital de Israel
Israel estableció su capital en Jerusalén en 1950, y el gobierno israelí invirtió grandes sumas para crear empleo, edificios y oficinas para la administración, una nueva universidad, la Gran Sinagoga y el edificio de la Knéset. Jerusalén occidental pasó a depender de la jurisdicción israelí según leyes aprobadas en 1948.

### Anexión de Jerusalén Oriental
Durante la guerra de los Seis Días en junio de 1967, Israel conquistó la parte oriental de la ciudad y la totalidad de Cisjordania, una ocupación que no fue reconocida por la comunidad internacional y fue condenada por las Naciones Unidas. En 1980, el gobierno israelí anexionó Jerusalén Este para reunificar la ciudad, pese a la oposición de la comunidad internacional.
En 1996 un estudio concluyó que la población de Jerusalén permanecía segregada de acuerdo con su división histórica entre oeste y este. Desde un punto de vista económico y político los habitantes se dividían casi por completo en dos grupos, cada uno con su propio centro de negocios, lo que demostraba que la ciudad mantenía una estructura con dos polos de actividad, a diferencia de la ciudad tradicional que se estructuraba en torno a un centro único.